# Andrea Piccolo
Pour les articles homonymes, voir Piccolo.
Andrea Piccolo, né le 23 mars 2001 à Magenta, est un coureur cycliste italien. Il est notamment champion d'Europe du contre-la-montre juniors en 2019.

## Biographie
Andrea Piccolo s'illustre dans les catégories de jeunes. En 2017, à Győr en Hongrie, il est médaillé d'or de la course en ligne au Festival olympique de la jeunesse européenne. En 2018, il est champion d'Italie du contre-la-montre juniors, puis se classe sixième du championnat d'Europe sur route juniors, terminant dans le même temps que le médaillé de bronze, l'Espagnol Carlos Rodríguez. Aux mondiaux sur route d'Innsbruck, il remporte le bronze du contre-la-montre juniors, derrière le Belge Remco Evenepoel et l'Australien Lucas Plapp.
En 2019, aux championnats d'Europe juniors d'Alkmaar, il est titré sur le contre-la-montre et médaillé de bronze sur la course en ligne, derrière l'Ukrainien Andrii Ponomar et l'Allemand Maurice Ballerstedt. Il se classe ensuite sixième du championnat du monde du contre-la-montre juniors. Toujours en 2019, il gagne le  Giro della Lunigiana et devient champion d'Italie du contre-la-montre juniors. En 2020, il est deuxième du championnat d'Italie du contre-la-montre espoirs.
En 2021, l'année de ses vingt ans, il intègre Astana-Premier Tech, une équipe de niveau World Tour. En juin de la même année, il est écarté de l'équipe pour des raisons de santé. Il conserve son contrat avec l'équipe World Tour, mais ne figure plus dans l'effectif professionnel. À partir d'août, il participe à des courses au sein du club amateur italien de Viris Vigevano. Le 16 août, pour sa première course, il se classe deuxième du Gran Premio Capodarco.
En 2022, il rejoint l'équipe russe Gazprom-RusVelo, mais celle-ci perd sa licence UCI au mois de mars en raison de l'invasion de l'Ukraine par la Russie en 2022. Après être resté un moment sans équipe, il rejoint le 24 juin la formation italienne Drone Hopper-Androni Giocattoli. Deux jours plus tard, il se classe quatrième du championnat d'Italie sur route. Le 1er août, il signe cette fois pour l'équipe EF Education-EasyPost.
Piccolo participe à son premier grand tour lors du Tour d'Espagne 2023. En raison de conditions météorologiques jugées dangereuses lors de la deuxième étape, la direction de course décide de figer le classement général à 9 kilomètres de l'arrivée du jour. À ce moment-là, Piccolo est le coureur le mieux placé d'une échappée comportant une vingtaine de secondes d'avance sur le peloton. Au terme de l'étape, il prend le maillot rouge de leader du classement général.
EF Education-EasyPost met un terme au contrat de Piccolo le 21 juin 2024, après que celui-ci a été appréhendé par les autorités italiennes pour transport et possession d'hormone de croissance.

## Palmarès
- 2016
  - 3e de la Coppa d'Oro
- 2017
  -  Médaillé d'or de la course en ligne au Festival olympique de la jeunesse européenne
- 2018
  -  Champion d'Italie du contre-la-montre juniors
  - Tre Giorni Orobica :
    - Classement général
    - 2e étape

  - Trofeo Emilio Paganessi[8]
  - 2e du Trophée Centre Morbihan
  - 3e du Giro del Nordest d'Italia
  -  Médaillé de bronze du championnat du monde du contre-la-montre juniors
  - 6e du championnat d'Europe sur route juniors
- 2019
  -  Champion d'Europe du contre-la-montre juniors
  -  Champion d'Italie du contre-la-montre juniors
  - Classement général du Giro della Lunigiana
  - Trofeo Festa Patronale
  - 2e du championnat d'Italie sur route juniors
  - 3e de la Course de la Paix juniors
  - 3e du Gran Premio Sportivi di Loria
  -  Médaillé de bronze du championnat d'Europe sur route juniors
  - 6e du championnat du monde du contre-la-montre juniors
- 2020
  - 2e du championnat d'Italie du contre-la-montre espoirs
- 2021
  - Giro del Valdarno
  - Coppa Collecchio
  - Ruota d'Oro-GP Festa del Perdono
  - 2e du Gran Premio Capodarco
  - 3e du Trofeo SC Corsanico
  - 3e de la Coppa Città di San Daniele
- 2022
  - 2e du Circuit de Getxo
  - 2e de la Japan Cup
  - 3e de la Coppa Agostoni
  - 10e de la Bretagne Classic

## Résultats sur les grands tours

### Tour d'Italie
1 participation
- 2024 : abandon (19e étape)

### Tour d'Espagne
1 participation
- 2023 : 69e,  maillot rouge pendant 1 jour

## Classements mondiaux
| Année                                 | 2020  | 2021 | 2022 | 2023  | 2024  |
| ------------------------------------- | ----- | ---- | ---- | ----- | ----- |
| Classement mondial                    | 1080e | 630e | 84e  | 1174e | 1223e |
| UCI Europe Tour                       | 837e  | 505e | 72e  | nc    | nc    |
|                                       |       |      |      |       |       |
| Légende : nc = non classéSource : UCI |       |      |      |       |       |